# Notarbüro

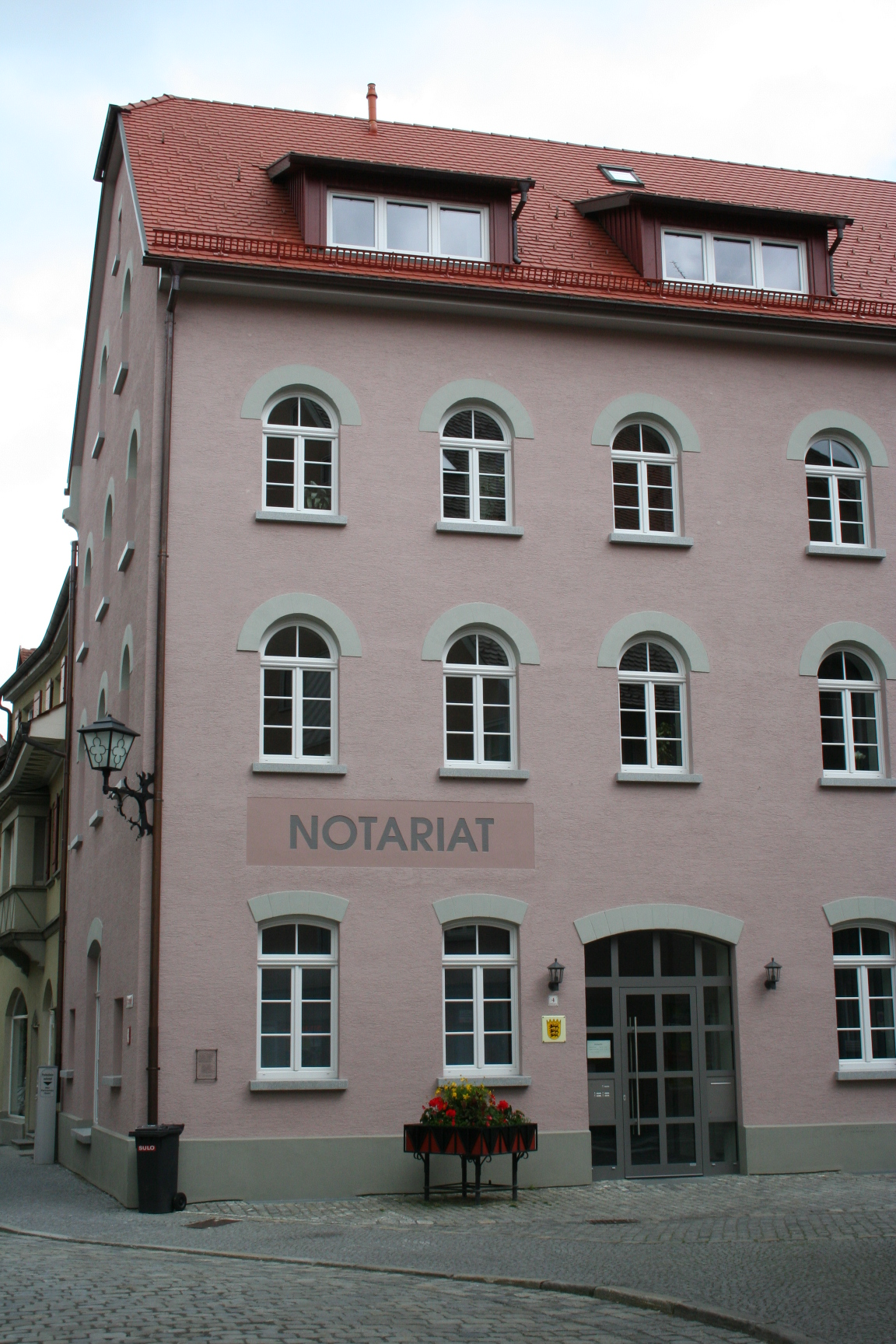
Ehemaliges (Amts-)Notariat in Wangen (Allgäu), zum 1. Januar 2018 aufgelöst

Notarbüro (Notariat) bilden die Büroräume und das Unternehmen oder der Betrieb eines Notars oder mehrerer Notare. Die Größe einer Kanzlei wird umgangssprachlich in der Regel nach der Anzahl ihrer Berufsträger bestimmt (eine Bestimmung nach Umsatz ist in Deutschland nicht sinnvoll, da nur Kapitalgesellschaften zur Veröffentlichung ihrer Umsätze gesetzlich verpflichtet sind).

## Formen
Folgende Organisationsformen eines Büros sind denkbar:
- Einzelnotar
- Bürogemeinschaft (nur Organisationsgemeinschaft, in Österreich auch „Regiegemeinschaft“ genannt)